# Castrillo de los Polvazares
Castrillo de los Polvazares es una localidad española perteneciente al municipio de Astorga, en la comarca de Maragatería, provincia de León, comunidad autónoma de Castilla y León. Fue declarado en 1980 conjunto histórico-artístico de alto valor monumental.
En 2015, en la aprobación por la Unesco de la ampliación del Camino de Santiago en España a «Caminos de Santiago de Compostela: Camino francés y Caminos del Norte de España», España envió como documentación un «Inventario Retrospectivo - Elementos Asociados» (Retrospective Inventory - Associated Components) en el que en el n.º 1766 figura Castrillo de los Polvazares con un ámbito de elementos asociados.

## Historia
Los habitantes de Castrillo fueron tradicionalmente arrieros maragatos. Estos comerciantes traficaban con vinos, pescados, y muchos otros bienes. Las casas, llamadas casas arrieras, están estructuradas en función de esa actividad, existiendo grandes puertas para el paso de carros, patios interiores que son el centro de organización de la casa, cuadras, y algunas grandes bodegas.
El pueblo originalmente se encontraba en una ubicación distinta. Fue destruido por unas riadas, y se reconstruyó en el siglo XVI en su emplazamiento actual.
Los arrieros maragatos gozaron de gran poder e influencia en la zona entre los siglos XVI y XIX. La comarca maragata está situada en un punto estratégico en las comunicaciones del interior de la península y Galicia. La propia Astorga está hoy situada en medio de la nacional VI. Los maragatos transportaban al interior salazones de pescado traídos de la costa gallega, y al volver a su tierra cargaban con embutidos y productos de secano. La decadencia de esta profesión comenzó con la llegada del ferrocarril a Astorga en 1866.
Esta población constituyó un municipio independiente hasta 1975, cuando su ayuntamiento decidió su incorporación al municipio de Astorga.

## Demografía
| Gráfica de evolución demográfica de Castrillo de los Polvazares entre 1842 y 1970 |
| |
| Población de derecho según los censos de población del INE Población de hecho según los censos de población del INE Entre el censo de 1857 y el anterior disminuye el término del municipio porque independiza a Brazuelo Entre el censo de 1981 y el anterior este municipio desaparece porque se integra en Astorga. |

## Economía
La principal actividad económica del pueblo en la actualidad está basada en el turismo y en la artesanía. Sus principales reclamos turísticos son su arquitectura típica y su gastronomía (con el cocido maragato como estandarte). Los restaurantes más conocidos del pueblo están situados en casas maragatas rehabilitadas para ese menester.

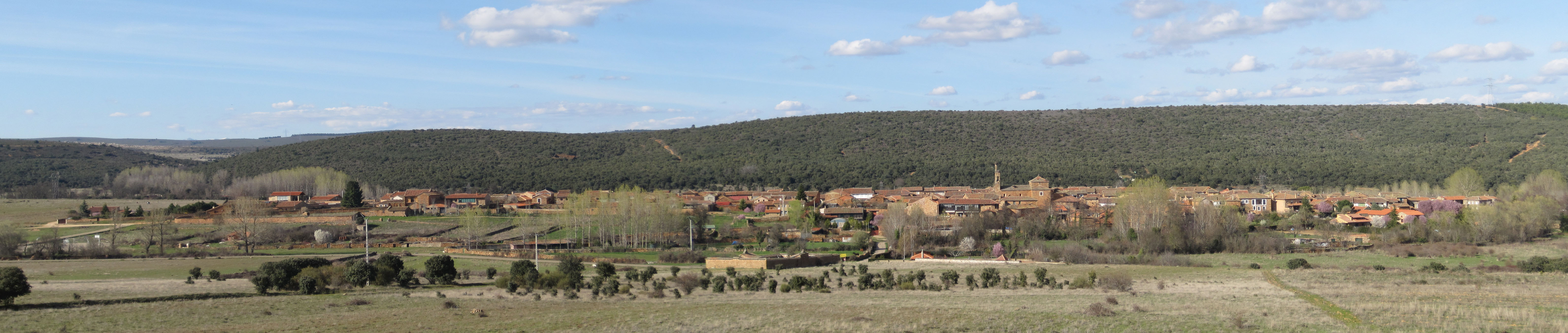
Vista panorámica de Castrillo de los Polvazares

## Arquitectura popular

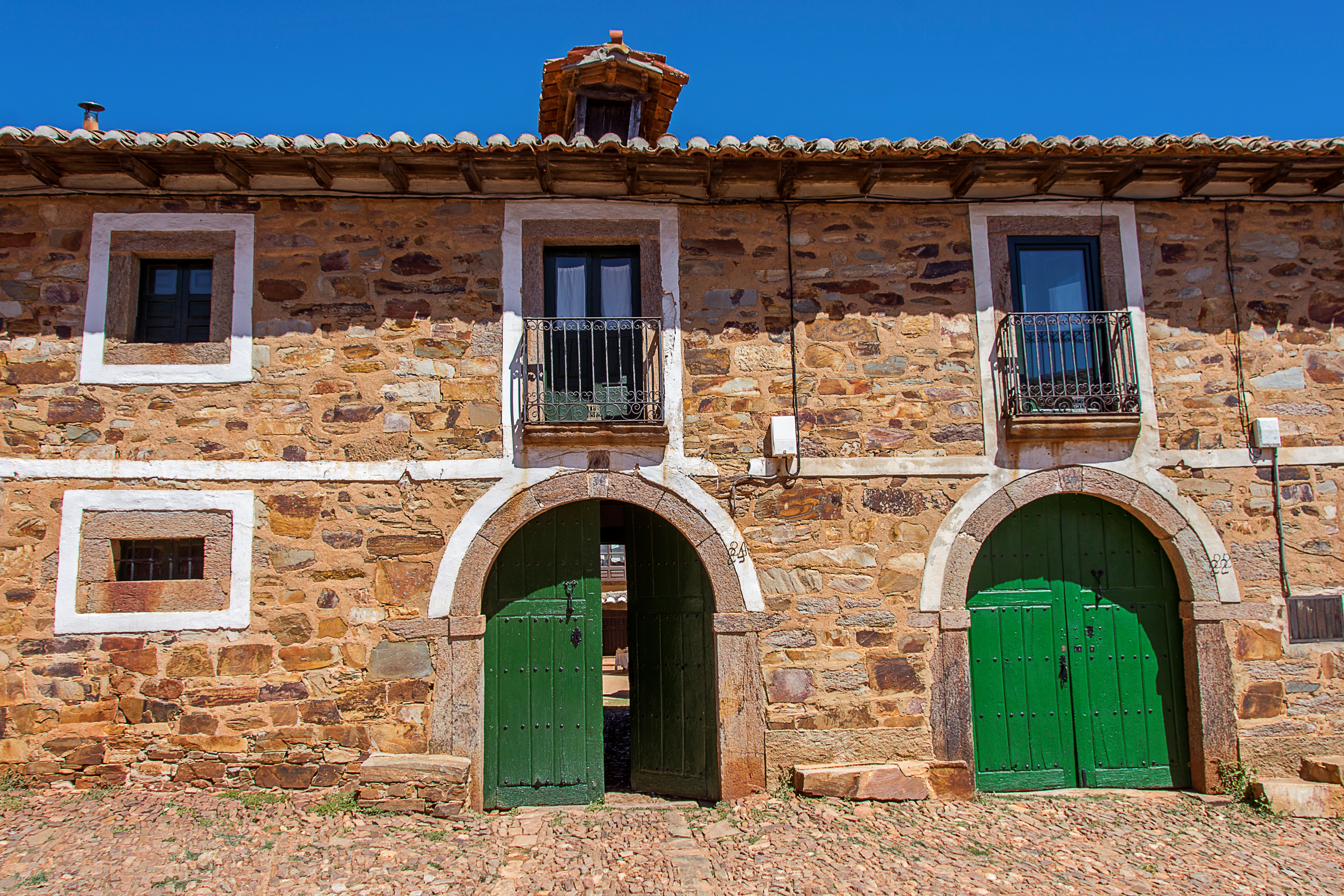
Casa típica de Castrillo

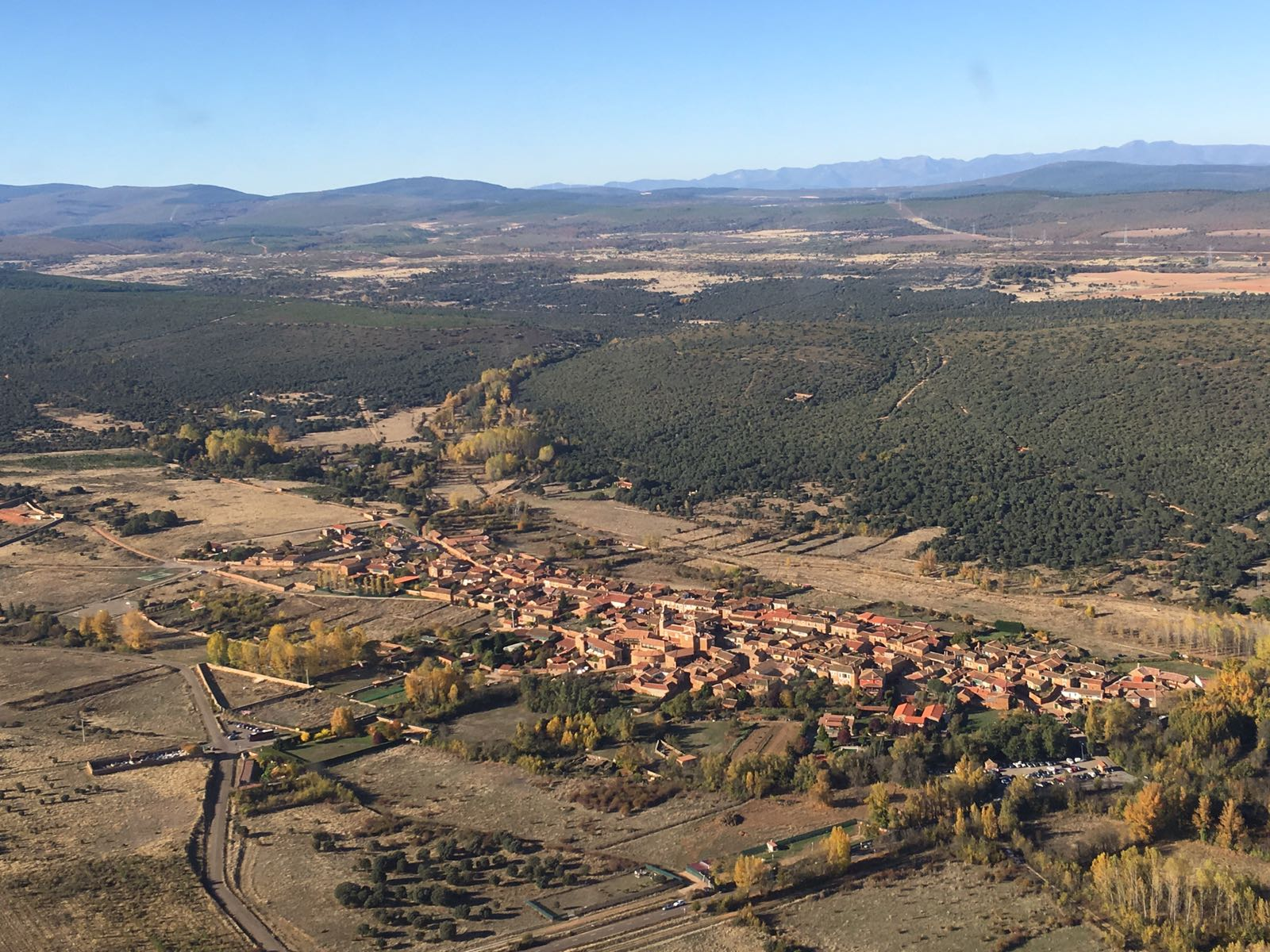
Vista aérea del pueblo.

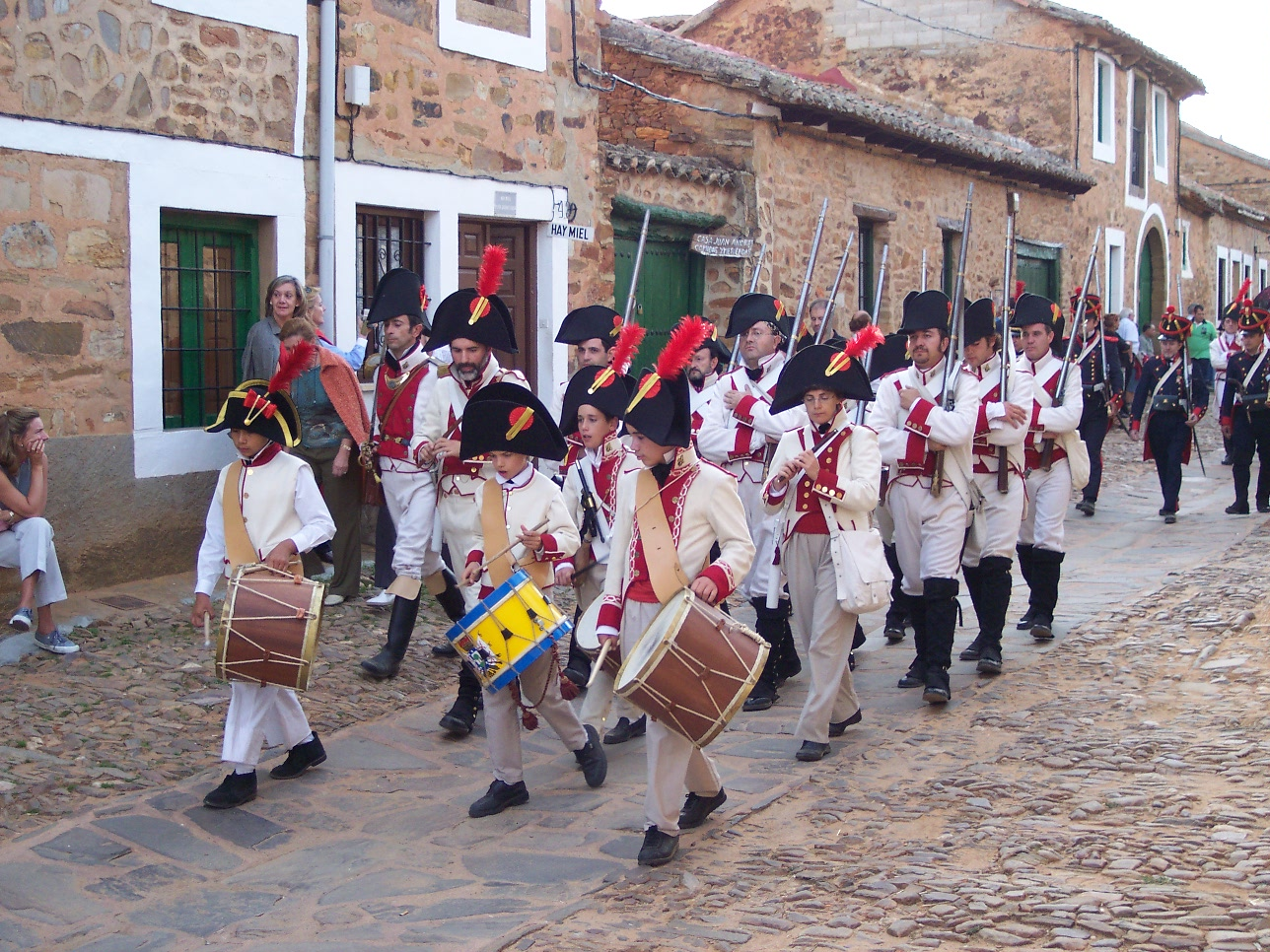
Uno de los momentos de las Jornadas Napoleónicas de 2004.

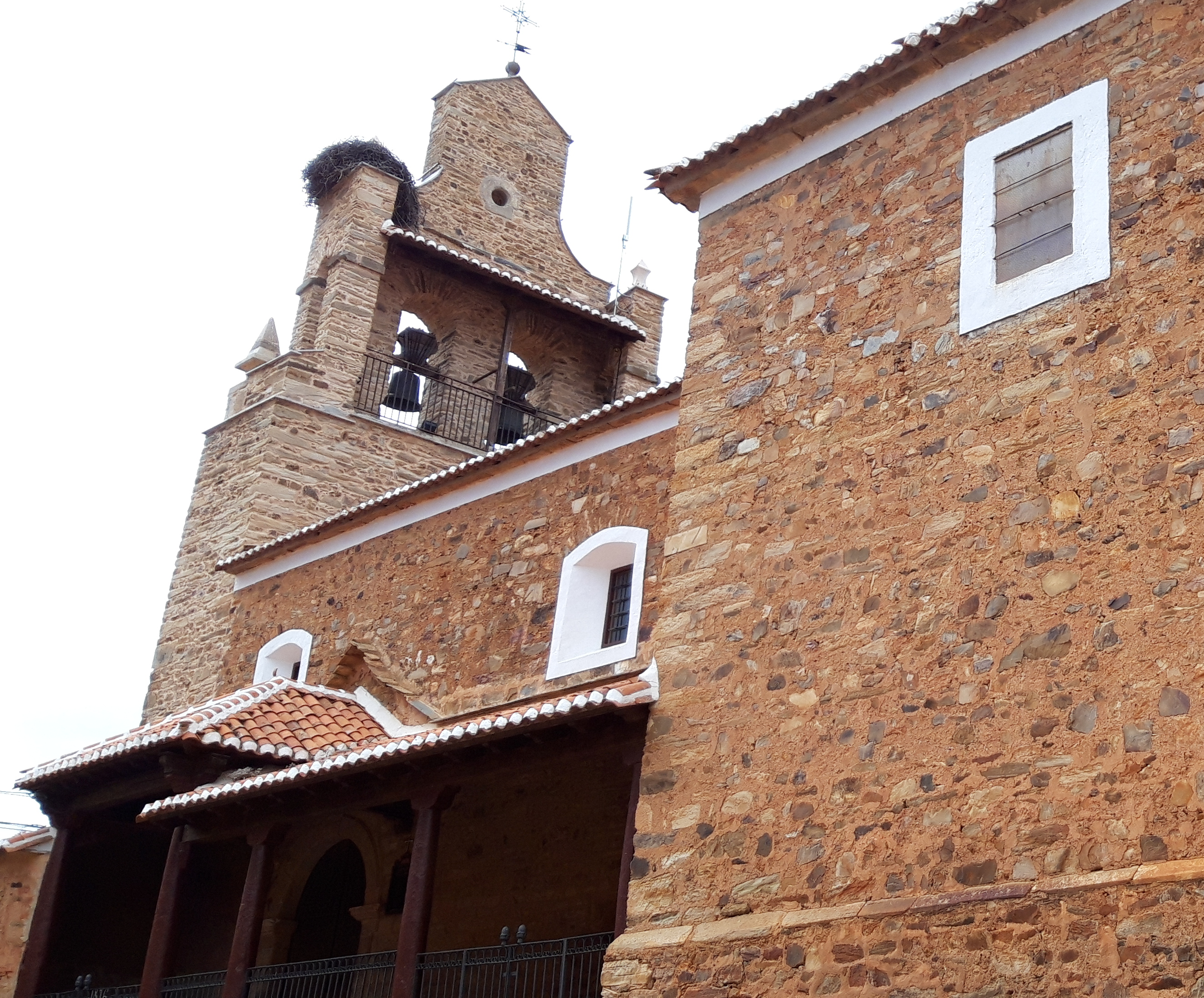
Iglesia de Santa María Magdalena

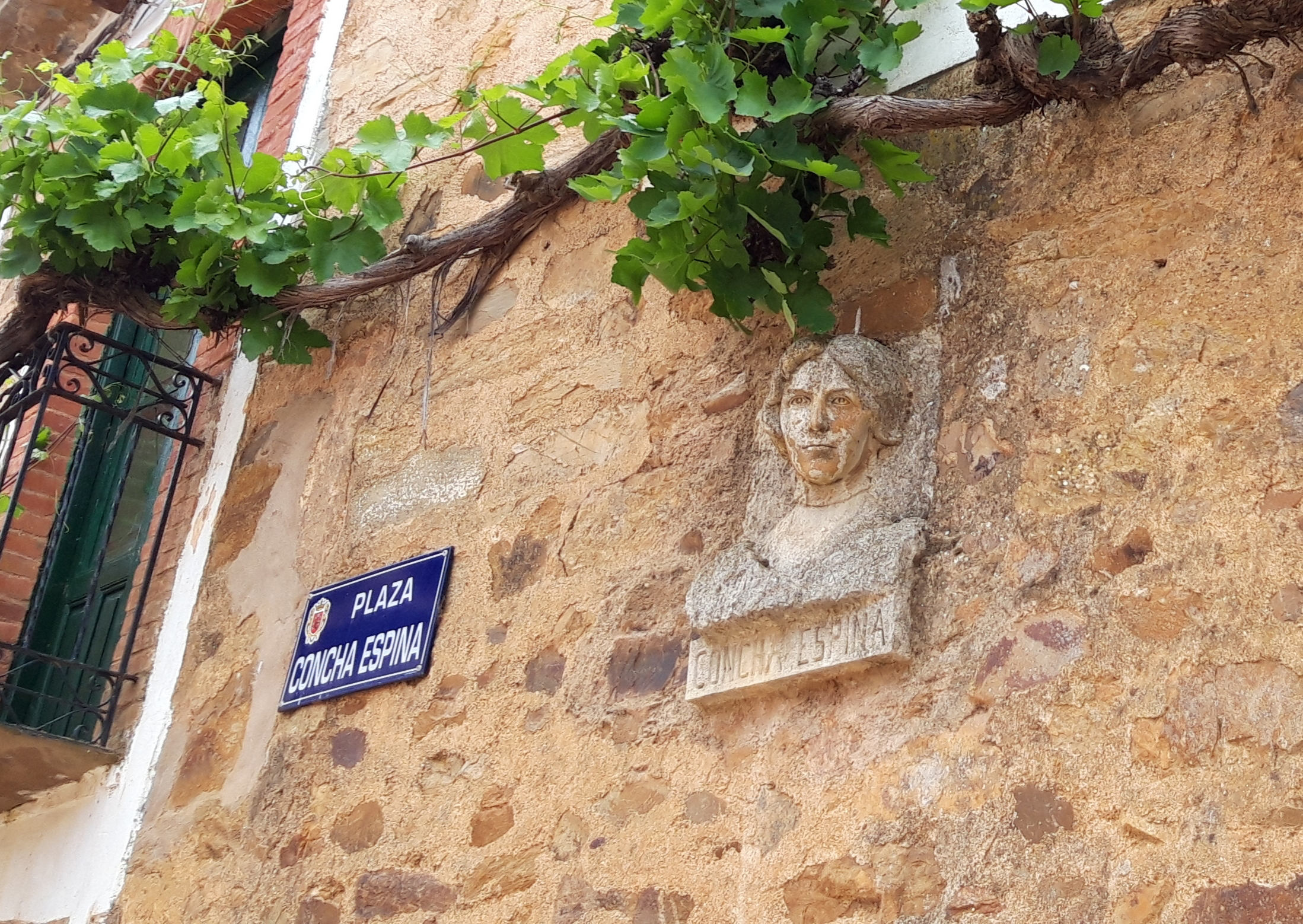
Plaza y busto a Concha Espina

El pueblo constituye un recinto urbanístico y un pintoresco conjunto que fue declarado en 1980 conjunto histórico-artístico de alto valor monumental.
Se presenta uniforme en cuanto a sus construcciones y red viaria con calles empedradas, que conservan sus esencias y tipismo desde hace siglos. Lo caracteristíco de las casas, con ricas fachadas de piedra, típica de la región en la que abunda la pizarra. Las portadas son adinteladas o de medio punto y en algunas blasonadas y las fachadas tienen con frecuencia galerías corridas abiertas y escaleras exteriores. Destaca igualmente la carpintería de sus construcciones en madera, así como los aleros de los tejados. Como construcción individual sobresale su iglesia parroquial toda de piedra. Según algunas fuentes, el nombre Castrillo procede de la cercanía de dos castros: el Castro de San Martino y el de Teso de la Mesa.

## Cultura
Castrillo de los Polvazares es la localización elegida por la escritora Concha Espina para ubicar su novela La Esfinge Maragata, en la que rebautiza al pueblo como Valdecruces. Otra personalidad relacionada con este pueblo es René Clair, cineasta francés, cuya mujer vivió allí hasta su muerte en 2006.
En 2004, 2006 y 2018 se celebraron en Castrillo y Astorga las Jornadas Napoleónicas, en recuerdo de la Guerra de la Independencia Española. En estas jornadas, los ejércitos francés y español desfilan por Astorga, los generales arengan a sus tropas, y se recrea el ataque y sitio de la ciudad de 1810. En un primer momento los españoles capitulan. Más tarde, la batalla se desplaza a Castrillo de los Polvazares. Allí, en la primera batalla, el corregidor y el cura son capturados por las tropas napoleónicas mientras toman el pueblo. Al caer la noche, en la segunda batalla, los españoles contraatacan, rescatan al corregidor y liberan la villa. Esta batalla da pie a la posterior reconquista de Astorga.

## Patrimonio pontonero
La localidad dispone de un viejo puente sobre el río Jerga con fábrica de mampostería, muy reformado, con tablero de hormigón en una de sus cabeceras pero con viejas lajas de piedra como firme en cabecera contraria, en un estilo muy primitivo.
A su entrada por la carretera LE-142 dispone de otro puente construido a principios del siglo XX cuando toma forma la nueva carretera que une Astorga con Ponferrada. En este caso, es obra en piedra a base de sillería y mampostería en estribos y pila intermedia aunque con un tablero metálico con la incorporación de una viga inferior en celosía. 

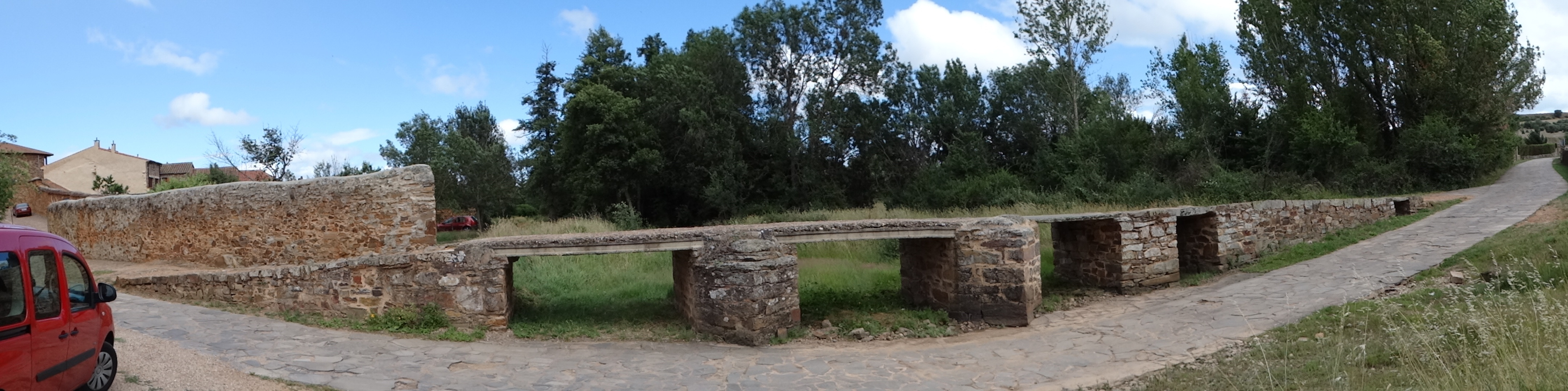
Puente Viejo sobre el río Jerga

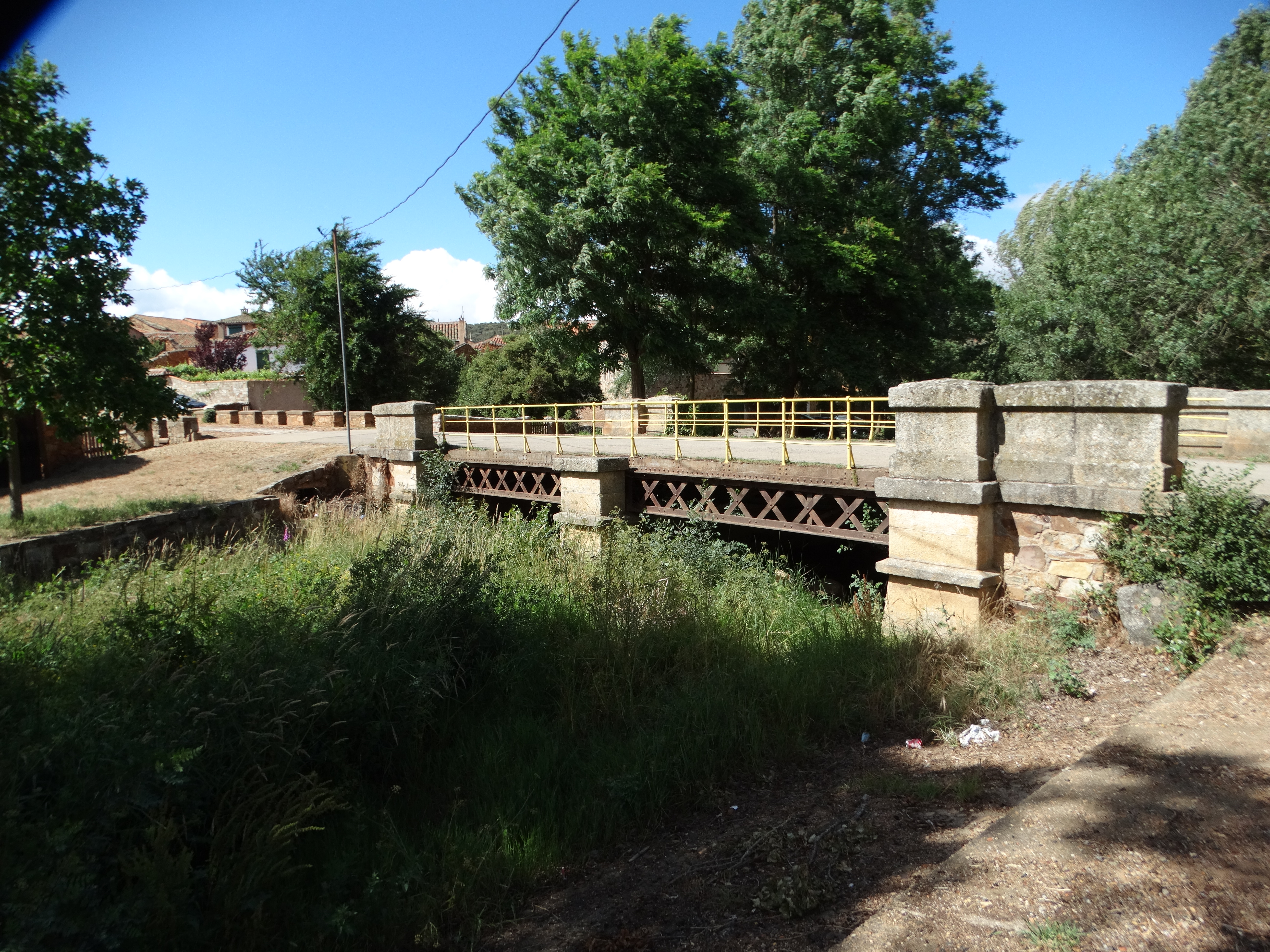
Puente Nuevo sobre el río Jerga